# Chirang Dwar
Chirang Dwar fou un dels duars o comarques del peu de la muntanya conquerits pels britànics a Bhutan el 1869.
Va formar part dels Duars Orientals al districte de Goalpara, a la província d'Assam, avui estat d'Assam. La superfície era de 1282 km² i la població de 1.216 habitants.